# Xã Galt, Quận Rice, Kansas
Xã Galt (tiếng Anh: Galt Township) là một xã thuộc quận Rice, tiểu bang Kansas, Hoa Kỳ. Năm 2010, dân số của xã này là 71 người.